# Стенли куп плејоф 2001.
Стенли куп плејоф Националне хокејашке лиге (НХЛ) који је одигран 2001. године почео је 11. априла а завршио 9. јуна победом Колорадо аваланша над браниоцима титуле Њу Џерзи девилсима, резултатом 4-3 у финалној серији. Авсима је ово била друга титула.
Играч одбране Колорада, Реј Бурке, који је 21 годину играо за Бостон бруинсе, освојио је свој први Стенли куп трофеј у својој последњој професионалној сезони. Џо Шакић, Петер Форсберг, Роб Блејк и Патрик Роа освојили су свој последњи Стенлијев трофеј као играчи. Роа је такође освојио и свој трећи Кон Смајтов трофеј као најкориснији играч плејофа, што никоме пре њега није пошло за руком.
У овом плејофу није забележен ни један хет-трик а голмани су уписали рекордних 19 шатаута (утакмице без примљеног гола).

## Учесници плејофа
У плејоф су се пласирали шампиони свих шест дивизија и по пет најбољих екипа из сваке конференције на основу коначне табеле након завршетка регуларног дела сезоне 2000/01, укупно 16 тимова, по осам из сваке конференције. Тимовима су додељене позиције 1-8 на основу пласмана у својој конференцији.
Њу Џерзи девилси (Атлантик), Вашингтон капиталси (Југоисток), Отава сенаторси (Североисток), Детроит ред вингси (Централ), Далас старси (Пацифик) и Колорадо аваланши (Северозапад) били су шампиони својих дивизија по завршетку лигашког дела сезоне 2000/01. Колорадо аваланши су освојили и трофеј Президентс као најбоље пласирани тим лигашког дела такмичења (118 бодова).
Тимови који су се квалификовали за Стенли куп плејоф 2001. следе испод.
| Шампиони источних дивизија |                                   |        |
| #                          | Клуб                              | Бодови |
| (1)                        | Њу Џерзи девилси (Атлантик)       | 111    |
| (2)                        | Отава сенаторси (Североисток)     | 109    |
| (3)                        | Вашингтон капиталси (Југоисток)   | 96     |
|                            |                                   |        |
| По пласману на Истоку      |                                   |        |
| #                          | Клуб                              | Бодови |
| (4)                        | Филаделфија флајерси (Атлантик)   | 100    |
| (5)                        | Бафало сејберси (Североисток)     | 98     |
| (6)                        | Питсбург пенгвинси (Атлантик)     | 96     |
| (7)                        | Торонто мејпл лифси (Североисток) | 99     |
| (8)                        | Каролина харикенси (Југоисток)    | 88     |

| Шампиони западних дивизија |                                 |        |
| #                          | Клуб                            | Бодови |
| (1)                        | Колорадо аваланши (Северозапад) | 118    |
| (2)                        | Детроит ред вингси (Централ)    | 111    |
| (3)                        | Далас старси (Пацифик)          | 106    |
|                            |                                 |        |
| По пласману на Западу      |                                 |        |
| #                          | Клуб                            | Бодови |
| (4)                        | Сент Луис блуз (Централ)        | 103    |
| (5)                        | Сан Хозе шаркси (Пацифик)       | 95     |
| (6)                        | Едмонтон ојлерси (Северозапад)  | 93     |
| (7)                        | Лос Анђелес кингси (Пацифик)    | 92     |
| (8)                        | Ванкувер канакси (Северозапад)  | 90     |

## Распоред и резултати серија
| Четвртфинала конференција (прва рунда) |

| Источна конференција | Источна конференција | Источна конференција | Источна конференција | Источна конференција |
| -------------------- | -------------------- | -------------------- | -------------------- | -------------------- |
| (1)                  | Њу Џерзи девилси     | 4-2                  | Каролина харикенси   | (8)                  |
| (2)                  | Отава сенаторси      | 0-4                  | Торонто мејпл лифси  | (7)                  |
| (3)                  | Вашингтон капиталси  | 2-4                  | Питсбург пенгвинси   | (6)                  |
| (4)                  | Филаделфија флајерси | 2-4                  | Бафало сејберси      | (5)                  |

| Западна конференција | Западна конференција | Западна конференција | Западна конференција | Западна конференција |
| -------------------- | -------------------- | -------------------- | -------------------- | -------------------- |
| (1)                  | Колорадо аваланши    | 4-0                  | Ванкувер канакси     | (8)                  |
| (2)                  | Детроит ред вингси   | 2-4                  | Лос Анђелес кингси   | (7)                  |
| (3)                  | Далас старси         | 4-2                  | Едмонтон ојлерси     | (6)                  |
| (4)                  | Сент Луис блуз       | 4-2                  | Сан Хозе шаркси      | (5)                  |

| Полуфинала конференција (друга рунда) |

| Источна конференција | Источна конференција | Источна конференција | Источна конференција | Источна конференција |
| -------------------- | -------------------- | -------------------- | -------------------- | -------------------- |
| (1)                  | Њу Џерзи девилси     | 4-3                  | Торонто мејпл лифси  | (7)                  |
| (5)                  | Бафало сејберси      | 3-4                  | Питсбург пенгвинси   | (6)                  |

| Западна конференција | Западна конференција | Западна конференција | Западна конференција | Западна конференција |
| -------------------- | -------------------- | -------------------- | -------------------- | -------------------- |
| (1)                  | Колорадо аваланши    | 4-3                  | Лос Анђелес кингси   | (7)                  |
| (3)                  | Далас старси         | 0-4                  | Сент Луис блуз       | (4)                  |

| Финала конференција |

| Источна конференција | Источна конференција | Источна конференција | Источна конференција | Источна конференција |
| -------------------- | -------------------- | -------------------- | -------------------- | -------------------- |
| (1)                  | Њу Џерзи девилси     | 4-1                  | Питсбург пенгвинси   | (6)                  |

| Западна конференција | Западна конференција | Западна конференција | Западна конференција | Западна конференција |
| -------------------- | -------------------- | -------------------- | -------------------- | -------------------- |
| (1)                  | Колорадо аваланши    | 4-1                  | Сент Луис блуз       | (4)                  |

| СТЕНЛИ КУП ФИНАЛЕ |                  |     |                   |       |
| (И-1)             | Њу Џерзи девилси | 3-4 | Колорадо аваланши | (З-1) |

| Шампиони 2001.                   |
| -------------------------------- |
| Колорадо аваланши (друга титула) |

## Статистика

### Тимови
| Клуб                 | ОУ | П  | И  | ГД | ГП | ГДУ  | ГПУ  | ИВ   | ИМ   |
| -------------------- | -- | -- | -- | -- | -- | ---- | ---- | ---- | ---- |
| Колорадо аваланши    | 23 | 16 | 7  | 69 | 41 | 3.00 | 1.78 | 19.0 | 85.9 |
| Њу Џерзи девилси     | 25 | 15 | 10 | 69 | 52 | 2.76 | 2.08 | 15.8 | 83.7 |
| Сент Луис блуз       | 15 | 9  | 6  | 40 | 34 | 2.67 | 2.27 | 14.5 | 87.5 |
| Питсбург пенгвинси   | 18 | 9  | 9  | 38 | 44 | 2.11 | 2.44 | 18.0 | 78.1 |
| Торонто мејпл лифси  | 11 | 7  | 4  | 28 | 24 | 2.55 | 2.18 | 23.1 | 87.5 |
| Лос Анђелес кингси   | 13 | 7  | 6  | 25 | 34 | 1.92 | 2.62 | 12.0 | 77.8 |
| Бафало сејберси      | 13 | 7  | 6  | 38 | 30 | 2.92 | 2.31 | 19.6 | 81.8 |
| Далас старси         | 10 | 4  | 6  | 22 | 26 | 2.20 | 2.60 | 11.6 | 87.2 |
| Сан Хозе шаркси      | 6  | 2  | 4  | 11 | 16 | 1.83 | 2.67 | 0.0  | 81.5 |
| Детроит ред вингси   | 6  | 2  | 4  | 17 | 15 | 2.83 | 2.50 | 33.3 | 85.0 |
| Вашингтон капиталси  | 6  | 2  | 4  | 10 | 14 | 1.67 | 2.33 | 31.8 | 76.2 |
| Филаделфија флајерси | 6  | 2  | 4  | 13 | 21 | 2.17 | 3.50 | 23.5 | 66.7 |
| Едмонтон ојлерси     | 6  | 2  | 4  | 13 | 16 | 2.17 | 2.67 | 16.1 | 84.6 |
| Каролина харикенси   | 6  | 2  | 4  | 8  | 20 | 1.33 | 3.33 | 10.3 | 91.7 |
| Ванкувер канакси     | 4  | 0  | 4  | 9  | 16 | 2.25 | 4.00 | 25.0 | 73.7 |
| Отава сенаторси      | 4  | 0  | 4  | 3  | 10 | 0.75 | 2.50 | 0.0  | 76.9 |

Статистика је преузета са званичног сајта НХЛ лиге.
(Легенда: ОУ-одигране утакмице; П-победе; И-изгубљене утакмице; ГД-дати голови; ГП-примљени голови; ГДУ-просек датих голова по утакмици; ГПУ-просек примљених голова по утакмици; ИВ-реализација играча више; ИМ-одбрана са играчем мање)